# Spanningsboog (muziek)

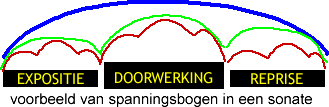
Voorbeeld van grafische weergave van spanningsbogen in een sonatevorm

Doorgaans wordt gesproken van een spanningsboog of spanningsverloop in muzikale composities wanneer men wil aangeven hoe het geheel van muzikale spanning in de loop van een stuk gestalte krijgt. Hierbij geldt vaak dat hoe hoger de spanning wordt, hoe meer de luisteraar verlangt naar ontspanning. Zo willen dissonanten doorgaans oplossen in consonanten, en willen snellere bewegingen doorgaans tot rust komen. Het geheel van deze spanningen en ontspanningen vormen in een compositie een structuur die men als spanningsverloop of spanningsboog aanduidt.
De spanningsboog van een compositie wordt door vele verschillende elementen bepaald, zoals onder andere:
- De vorm van het stuk
- De verhouding tussen spanning en ontspanning
- De uitvoering (interpretatie, timing, weergave)
- De dynamiek
- De tempi
- De opbouw van frasen en zinnen
- De instrumentatie en orkestratie
- De harmonie
- De melodie
- De ritmes
- De toegepaste ambitus
- Toepassing van versieringen, sequenzen en cadenzen
- Eventuele onderverdelingen van een grotere compositie in kortere delen
- De eventuele tekst bij de muziek, zoals in liederen.

In grote werken zoals opera's wordt de spanningsboog tevens bepaald door de (tekstuele en dramatische) ontwikkelingen die in het libretto zijn vervat.
Waar in barokmuziek het principe van de opbouw van spanningsbogen meer vanuit additieve (aaneenvoegende) principes plaatsvond of soms op de muzikale retoriek gebaseerd was, ziet men in de klassieke tijd een ontwikkeling naar meer divisieve (of onderverdeelde) compositieopbouw, zoals in de klassieke sonatevorm, waarin het spanningshoogtepunt gradueel via de vorm wordt bereikt in de doorwerking na de expositie. De romantiek zoekt naar meer vrije vormen, die ook resulteren in grilliger spanningsbogen. 
Waar muziek begint en eindigt in stilte, vormt een spanningsboog doorgaans een verbinding tussen deze twee elementen middels het georganiseerde geluid van de compositie. Vaak wordt door aaneenrijging van kleinere spanningsopbouwen een grotere spanningsboog bereikt die door het gehele werk heen voelbaar is.
Bij analyse van muziekwerken wordt vaak een grafische weergave in getekende bogen gebruikt om het spanningsverloop van een werk uit te schetsen. Zie het plaatje als voorbeeld.